# Pfarrkirche St. Johann Evangelist (Wien)

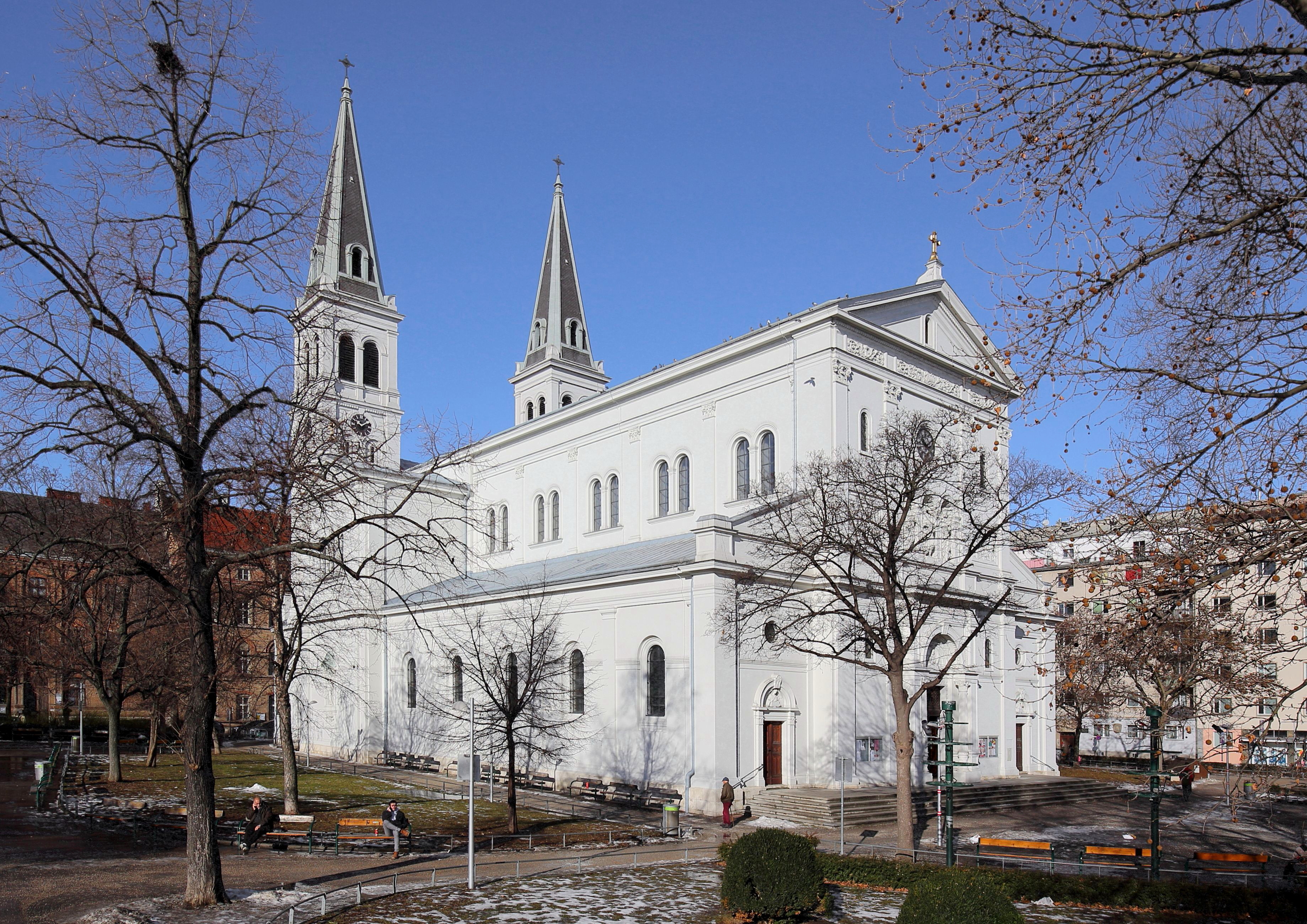
Pfarrkirche St. Johann Evangelist in Wien-Favoriten

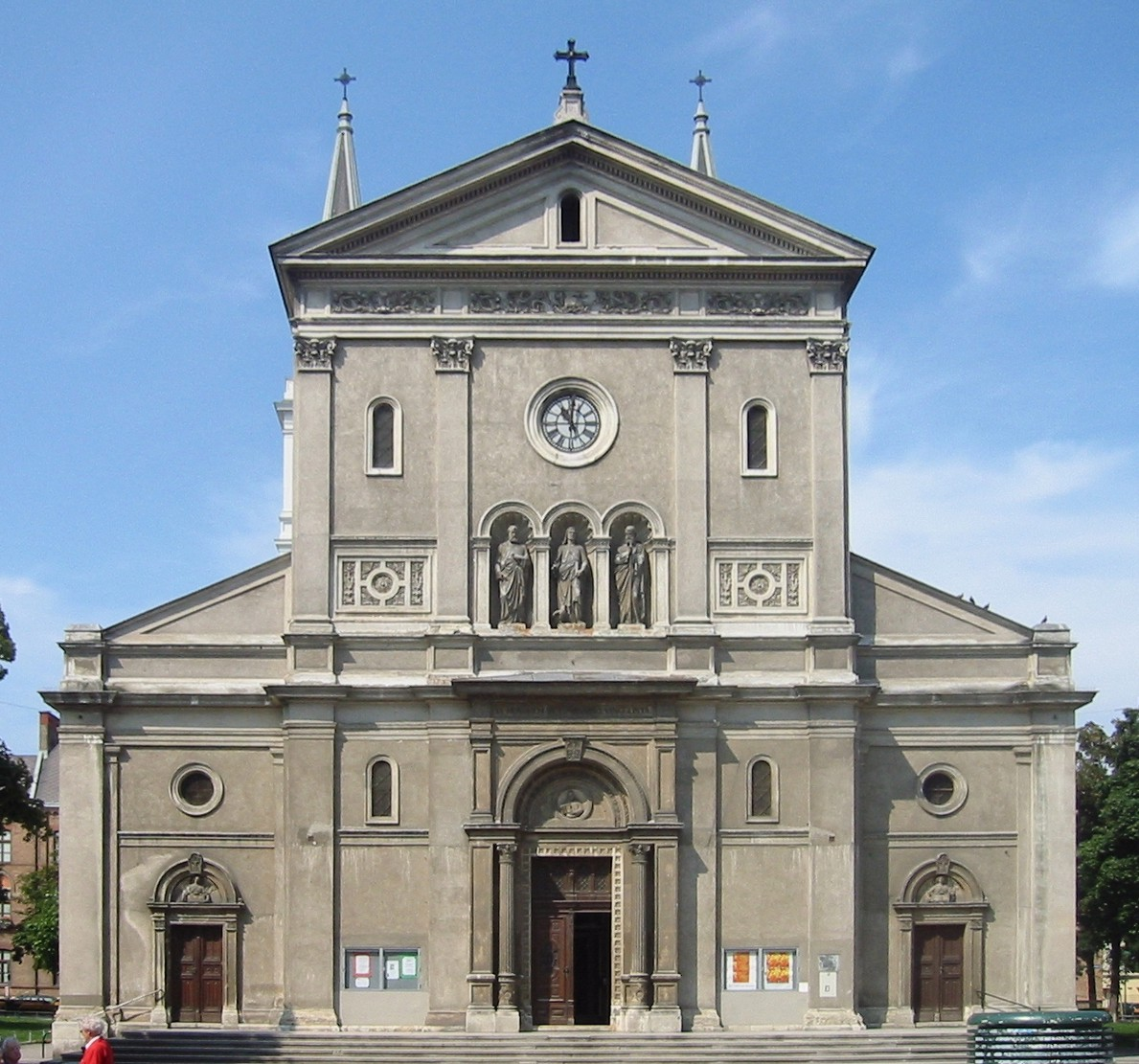
Vorderfront

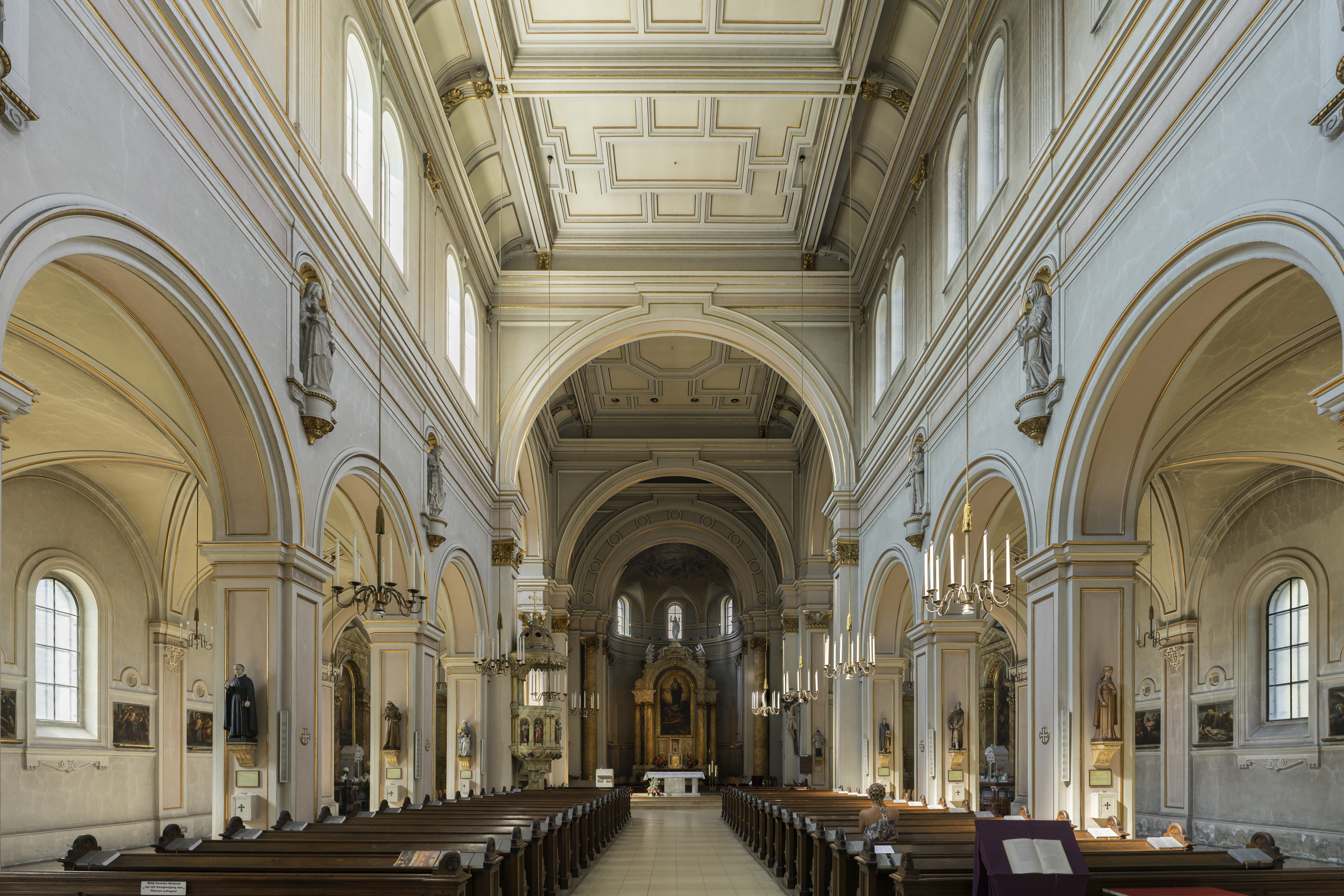
Innenansicht

Die römisch-katholische Pfarrkirche St. Johann Evangelist, umgangssprachlich auch Johanneskirche oder Keplerkirche genannt, steht am Keplerplatz im 10. Wiener Gemeindebezirk, Favoriten. Sie gehört zum Stadtdekanat 10 im Vikariat Wien Stadt der Erzdiözese Wien und steht unter Denkmalschutz. Die Kirche ist dem Apostel und Evangelisten Johannes geweiht. Das Patrozinium der Kirche, das Fest des hl. Johannes am 27. Dezember, ist gleichzeitig der Geburtstag von Johannes Kepler.

## Lage
Die Kirche wurde als Solitärbau errichtet und steht zentral auf dem Keplerplatz, der zur Favoritenstraße hin geöffnet ist.
Die Kirche ist mit öffentlichen Verkehrsmitteln erreichbar: In der Favoritenstraße verkehrte die von der Staatsoper ausgehende und dann hier 1978 durch die Linie U1 ersetzte Straßenbahnlinie 67 bzw. 167 als Nord-Süd-Verbindung, in der Gudrunstraße bis 1969 die Straßenbahnlinie 6 als West-Ost-Verbindung, die dann in diesem Abschnitt durch die Buslinie 14A ersetzt wurde.

## Geschichte
Favoriten entstand im 19. Jahrhundert als Vorort von Wien. Der 1850 nach Wien eingemeindete, zunächst entlang der Laxenburger Straße zwischen 4. (östlich) und 5. Bezirk (westlich) geteilte und 1874 als neuer, 10. Bezirk konstituierte Stadtteil verzeichnete damals durch den Zuzug von Arbeitern, darunter auch die sogenannten Ziegelböhmen, enormes Bevölkerungswachstum.
Es war der erste Kirchenbau, der in Favoriten errichtet wurde – nur die Kirchen der später eingemeindeten Bezirksteile Oberlaa und Unterlaa sind älter. 1872 wurde der Grundstein gelegt und 1876 die nach Plänen des Architekten Hermann Bergmann errichtete Kirche von Erzbischof Johann Rudolf Kutschker geweiht. Für rund 25 Jahre blieb sie die einzige Kirche in Favoriten, das Pfarrgebiet umfasste zeitweise an die 100.000 Katholiken. Erst 1902 wurde die größere Antonskirche als zweite Kirche im Bezirk geweiht.
Durch ringsum einschlagende Granaten und Bomben wurde die Kirche im Zweiten Weltkrieg 1944/1945 stark beschädigt. In den folgenden Jahren erfolgte die Renovierung. Im Zuge des U-Bahn-Baus in den 1970er Jahren (die Station Keplerplatz wurde 1978 eröffnet) wurde der Park um die Kirche neu gestaltet.
Genau hinter der Kirche befindet sich mit der Adresse Keplerplatz 6 der in den letzten Jahrzehnten des 19. Jahrhunderts in Sichtziegelbauweise errichtete Pfarrhof der Kirche, flankiert von einem Gebäudeteil des Magistratischen Bezirksamtes (Nr. 5) und einer städtischen Schule (Nr. 7).
Seit 1. Juni 2015 ist die Kirche Pfarrkirche der neu entstandenen Pfarre Zum Göttlichen Wort. Diese umfasst auch die Kirche Zur Heiligen Familie in Favoriten und die Dreifaltigkeitskirche als Filialkirchen. Die neu gebildete Pfarre wird von einem Seelsorgeteam betreut, das aus einem Pfarrer, drei Priestern, einem Diakon und einem Pastoralassistenten besteht. Alle Geistlichen gehören der Kongregation der Steyler Missionare an.

## Baubeschreibung
Die Kirche ist eine dreischiffige Pfeilerbasilika, die im Stil der Neorenaissance errichtet wurde. Sie ist 52 Meter lang, das Kirchenschiff ist 18 Meter hoch, die beiden Türme mit Pyramidendach sind jeweils 50 Meter hoch.

## Orgel

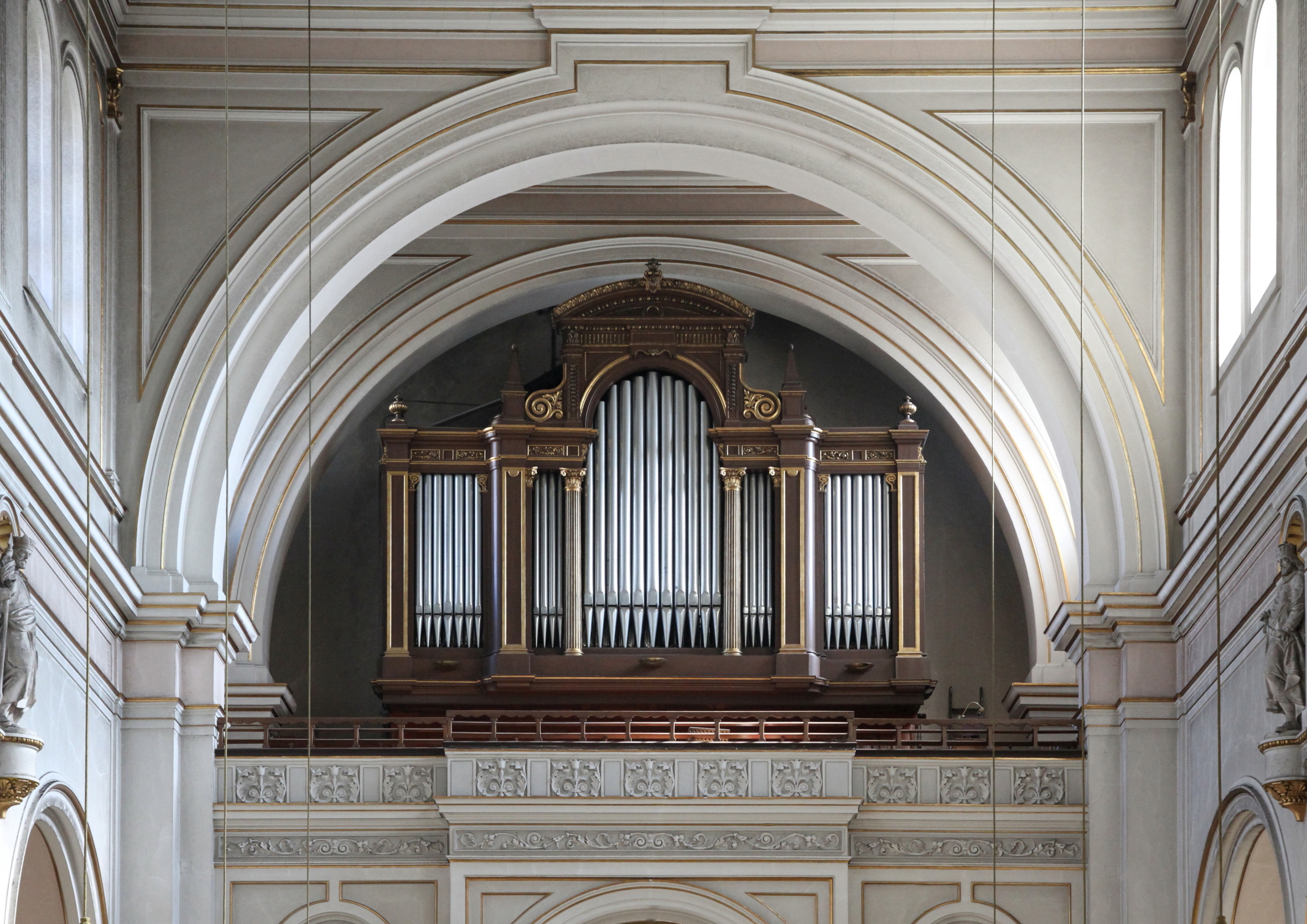
Blick auf die Orgel

Die Orgel wurde 1968 von dem Orgelbauer Rudolf Novak erbaut. Das Instrument hat 28 Register auf zwei Manualen und Pedal. Die Spiel- und Registertrakturen sind elektro-pneumatisch.
| I Hauptwerk C–g3 |            |       |
| 1.               | Quintatön  | 16′   |
| 2.               | Prinzipal  | 8′    |
| 3.               | Gemshorn   | 8′    |
| 4.               | Gedeckt    | 8′    |
| 5.               | Oktav      | 4′    |
| 6.               | Rohrflöte  | 4′    |
| 7.               | Quinte     | 2 ⁄3′ |
| 8.               | Superoktav | 2′    |
| 9.               | Mixtur     | 2′    |
| 10.              | Trompete   | 8′    |

| II Brustwerk C–g3 |                       |       |
| 11.               | Italienisch Prinzipal | 8′    |
| 12.               | Rohrflöte             | 8′    |
| 13.               | Salicional            | 8′    |
| 14.               | Prinzipal             | 4′    |
| 15.               | Flöte                 | 4′    |
| 16.               | Sesquialtera          | 2 ⁄3′ |
| 17.               | Schwiegel             | 2′    |
| 18.               | Quinte                | 1 ⁄3′ |
| 19.               | Zimbel                | 1′    |
| 20.               | Oboe                  | 8′    |

| Pedalwerk C–f1 |               |        |
| 21.            | Prinzipalbass | 16′    |
| 22.            | Subbass       | 16′    |
| 23.            | Oktavbass     | 8′     |
| 24.            | Baßflöte      | 8′     |
| 25.            | Quintbass     | 5 1⁄3′ |
| 26.            | Choralbass    | 4′     |
| 27.            | Choralflöte   | 4′     |
| 28.            | Posaune       | 16′    |